# Norris (Illinois)
Norris – wieś w USA w stanie Illinois, w hrabstwie Fulton. Według spisu ludności w 2000 roku liczyła 194 mieszkańców.